# Äijejaure
Äijejaure är en sjö i Arjeplogs kommun i Lappland och ingår i Byskeälvens huvudavrinningsområde. Sjön har en area på 0,0596 kvadratkilometer och ligger 456 meter över havet.

## Delavrinningsområde
Äijejaure ingår i det delavrinningsområde (729608-162169) som SMHI kallar för Utloppet av Vuoskonjaure. Medelhöjden är 463 meter över havet och ytan är 5,6 kvadratkilometer. Det finns inga avrinningsområden uppströms utan avrinningsområdet är högsta punkten. Vattendraget som avvattnar avrinningsområdet har biflödesordning 3, vilket innebär att vattnet flödar genom totalt 3 vattendrag innan det når havet efter 189 kilometer. Avrinningsområdet består mestadels av skog (74 procent) och sankmarker (14 procent). Avrinningsområdet har 0,59 kvadratkilometer vattenytor vilket ger det en sjöprocent på 10,6 procent.